# Ажевиль (Мёрт и Мозель)
Ажеви́ль (фр. Hagéville) — коммуна во французском департаменте Мёрт и Мозель, региона Лотарингия. Относится к  кантону Шамбле-Бюссьер.	

## География
Ажевиль	 расположен в 25 км к западу от Меца и в 45 км к северо-западу от Нанси. Соседние коммуны: Ксонвиль на севере, Шамбле-Бюссьер на северо-востоке, Дампвиту на юго-западе. Ажевиль соседствует с бывшей военной авиабазой НАТО Шамбле-Бюссьер.

## Демография
Население коммуны на 2010 год составляло 124 человека.
| 1962 | 1968 | 1975 | 1982 | 1990 | 1999 | 2010 |
| ---- | ---- | ---- | ---- | ---- | ---- | ---- |
| 120  | 126  | 109  | 110  | 94   | 86   | 124  |